# Émile Le Bot
Émile Le Bot, né le 22 février 1879 à Nantes et mort le 30 novembre 1952 à Varades, est un architecte français. Il est l’auteur des plans de plusieurs villas balnéaires de La Baule et de maisons à Nantes.

## Biographie
Émile Gustave Le Bot naît en 1879, fils d'Henri Benjamin Le Bot, négociant, et de Louise Anne Eudoxie Lelièvre, son épouse, rentière,.
Architecte, il s’associe à Ferdinand Ménard de 1905 à 1914, partageant un bureau à Nantes (6, place Royale) et à La Baule (villa Aziyadé). Ensemble, ils réalisent les plans de nombreuses villas balnéaires bauloises, dont la villa Massabielle sur le front de mer et Grégoria (1905,). De nombreuses autres projets de La Baule et de Nantes portent la signature de leur association, telles :
- la villa Les Abellias (vers 1913[6]) ;
- la villa Andresita (en 1904[7]) ;
- l’hôtel de voyageurs Atalante (vers 1910[8]) ;
- la villa Fernandita (en 1913[9]) ;
- la villa Gaidik (vers 1910[10]) ;
- les villas jumelles Les Jacinthes et Les Tulipes (vers 1900[11],[12]) ;
- la villa Jeannette (vers 1900[13]) ;
- la villa Ker Ovren[14] ;
- la villa Ker Mag (vers 1910[15]) ;
- la villa Ker Ovren (vers 1900[16]) ;
- la villa Manon (vers 1900[17]) ;
- les villas jumelles Margared et Frou-Frou (vers 1910, villa jumelles[18]) ;
- la villa Marie François (en 1913[19]) ;
- la villa Men Hiol (vers 1913[20]) ;
- la villa Les Palmiers (vers 1914[21]) ;
- la villa Robert Suzon (en 1913[22]) ;
- l’hôtel Saint-Christophe (1913[23]) ;
- la villa Saint-Yves (1913[24]) ;
- la villa Siébel[25] ;
- la villa Tara (1913[26]).

Il est également l'auteur de la villa Jeannette à Nantes, et il participe avec Ménard à la décoration intérieure des salons Mauduit dans cette même ville. Avec Ferdinand Ménard encore, il construit le commerce Coiffure Laurent vers 1905 au Pouliguen.
Il rénove l’ancienne usine de caoutchouc Léfébure, Legrand et Cie à Saint-Quentin, avec Henry Brassard-Mariage, et l’ancien tissage de guipure Sébastien dans la même ville. Il dessine en outre avec Ferdinand Ménard les plans de la cité ouvrière du Bois à Noyant-la-Gravoyère, des cités ouvrières de Brèges et de Charmont à Nyoiseau,, de la cité ouvrière dite cité de Baugé ou cité des Mines à Segré. Ensemble, ils conçoivent la salle des fêtes du Croisic en 1910.
Il meurt en 1952 à Varades.